# Квартароло

Квартароло времён правления дожа Реньеро Дзено (1252—1268)

Квартароло (итал. quartarolo — четверть) — название нескольких средневековых итальянских монет.
В Венецианской республике квартароло были введены при доже Энрико Дандоло (1192—1205). Они составляли 1⁄4 денария. Аверс монеты содержал буквы «V», «E», «N», «C» (Venecia civitas — государство Венеция), реверс — крест и лилии. Первоначально вес квартароло составлял 0,776 г. При последующих выпусках масса монет увеличилась до 1,449 г. Во время правления дожа Лоренцо Тьеполо (1268—1275) чеканили монеты номиналом в два квартароло.
Хоть в ряде монографий квартароло и называют биллонной монетой, то есть отчеканенной из низкопробного серебра, содержание в них всего 3⁄1000 частей благородного металла позволяет отнести их к медным монетам. Введение в оборот квартароло было революционным. После распада Римской империи они стали первыми денежными знаками, чья номинальная стоимость была выше стоимости содержащегося в них металла. Последние квартароло в Венецианской республике были выпущены при доже Джованни Соранцо (1312—1328).
Кроме венецианских, обиходное название «квартаро» или «квартароло» получили монеты и других итальянских государств, равные 1⁄4 другой денежной единицы. В Генуе между 1172 и 1217 годами выпускали золотые квартароло, равные четверти дженовино. Неаполитанские целлы Джованны II (1414—1435) равные 1⁄4 карлино также в обиходе получили название «квартароло».